# (500274) 2012 MV7
(500274) 2012 MV7 es un asteroide perteneciente al cinturón de asteroides, descubierto el 16 de noviembre de 2009 por el equipo del Mount Lemmon Survey desde el Observatorio del Monte Lemmon, Arizona, Estados Unidos.

## Designación y nombre
Designado provisionalmente como 2012 MV7.

## Características orbitales
2012 MV7 está situado a una distancia media del Sol de 2,742 ua, pudiendo alejarse hasta 3,061 ua y acercarse hasta 2,422 ua. Su excentricidad es 0,116 y la inclinación orbital 5,538 grados. Emplea 1658,70 días en completar una órbita alrededor del Sol.
El próximo acercamiento a la órbita terrestre se producirá el 10 de octubre de 2059, entre otros.

## Características físicas
La magnitud absoluta de 2012 MV7 es 17.